# ألويس من ليختنشتاين
ألويس من ليختنشتاين (بالألمانية: Alois von und zu Liechtenstein) (17 يونيو 1869 - 16 مارس 1955) هو ابن ألفريد من ليختنشتاين الذي يرجع نسبه إلى يوهان يوزف الأول، أمير ليختنشتاين، ووالدته هي الأميرة هنريتا من ليختنشتاين ابنة ألويس الثاني، ولقد أصبح وريث فرانتز الأول الذي لم يكن له أبناء، ومع ذلك تنازل عن حقه لابنه فرانتز يوزف، الذي أصبح أخيراً أميراً لليختنشتاين عام 1938.
تزوج من الأرشيدوقة إليزابيث أمالي من النمسا الابنة الصغرى لأرشيدوق كارل لودفيغ من النمسا الشقيق الأصغر لـفرانز يوزف الأول، إمبراطور النمسا، من زوجته الثالثة انفانتا ماريا تيريزا من البرتغال، ولقد انجبت له إليزابيث 8 أبناء بما في ذلك الأمير المستقبلي فرانز يوزف.